# 寒冷地
寒冷地（かんれいち）とは、冬の寒さが厳しい地域のこと。行政上の定義や学会の指針での定義など必ずしも基準や範囲は一致しない。

## 概観

### 気候区分と分布

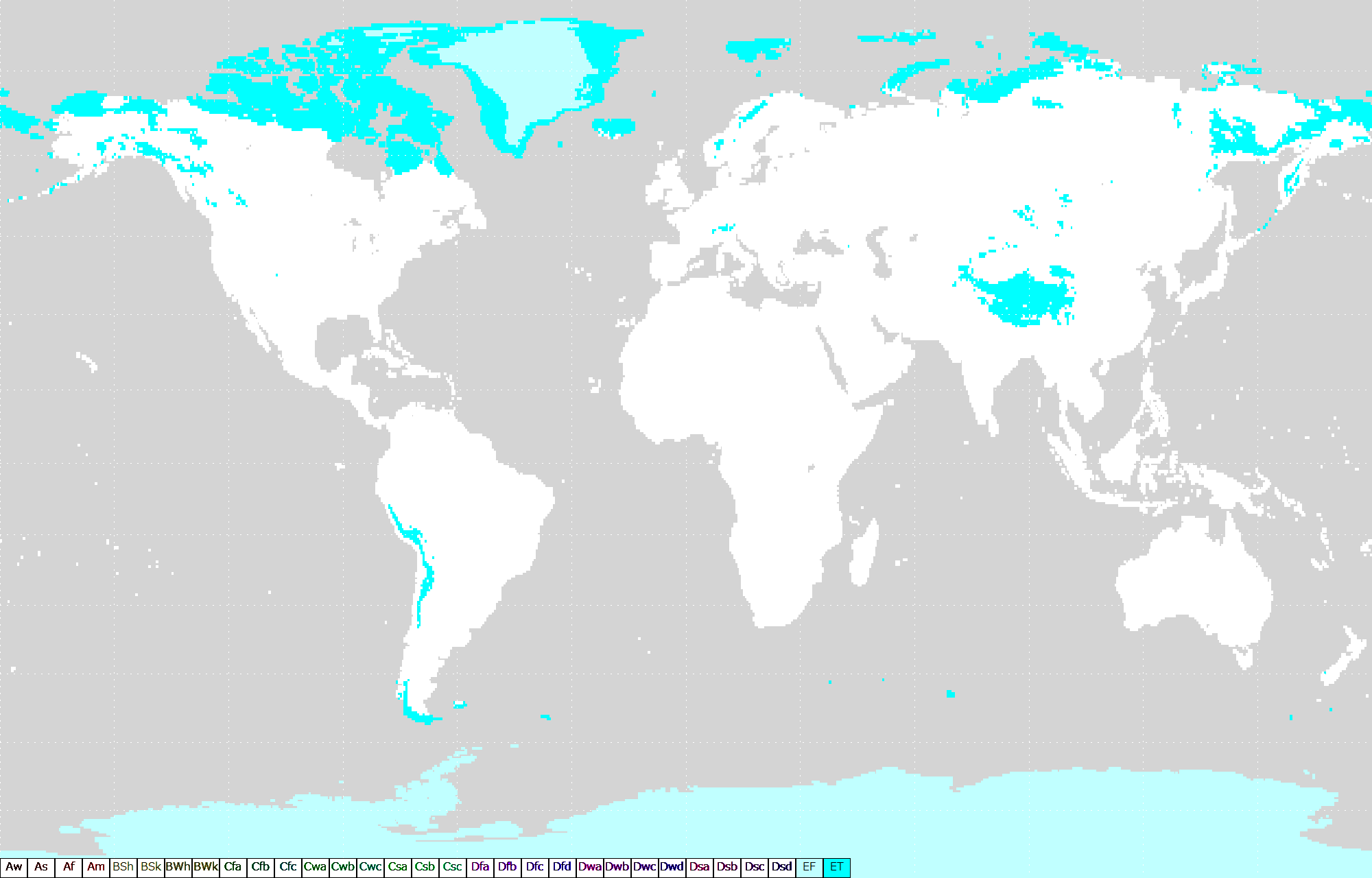
寒帯の地域

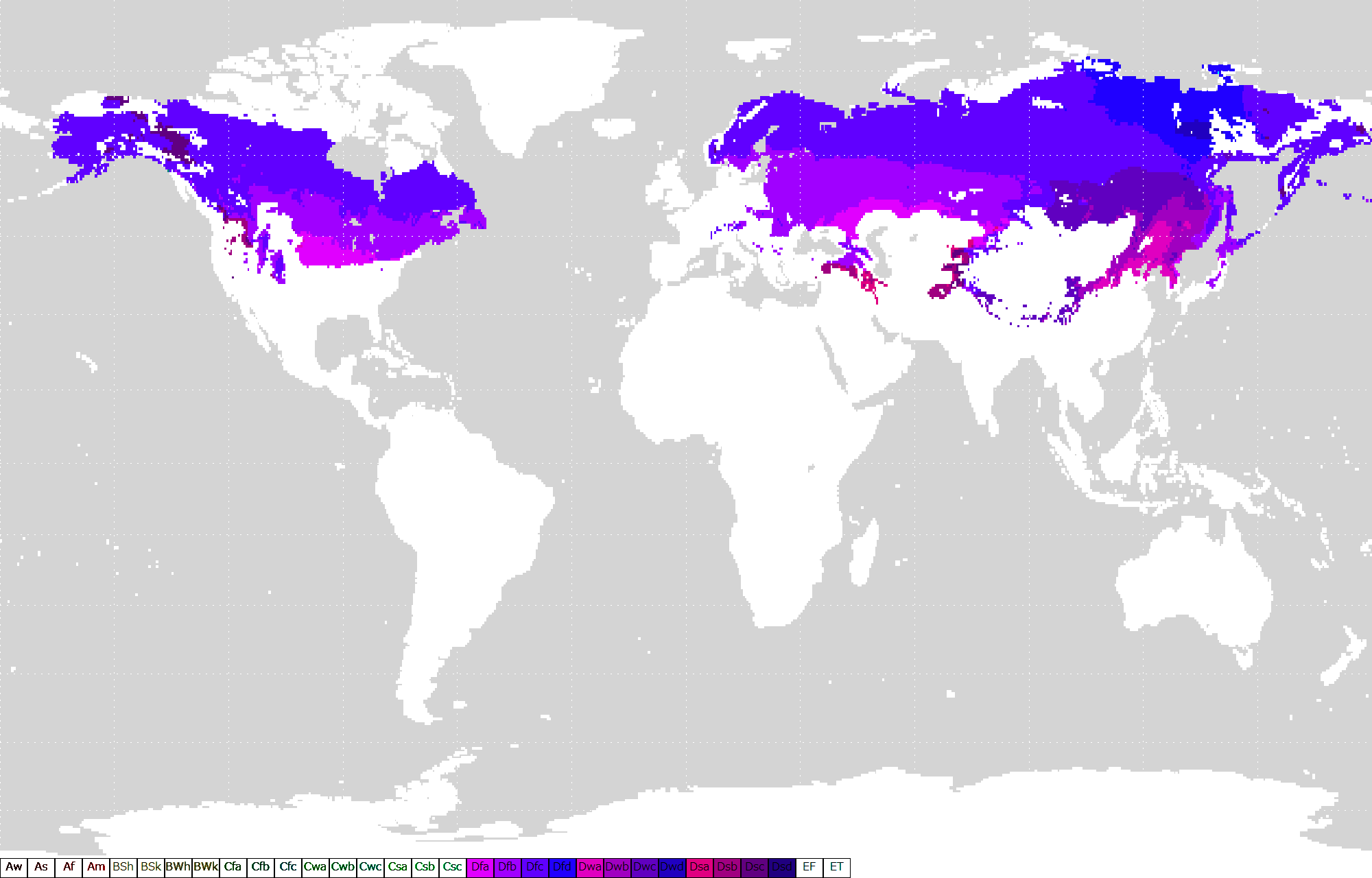
亜寒帯の地域

ケッペンの気候区分によると寒帯に属する気候としては、氷雪気候（EF）とツンドラ気候（ET）が挙げられる。同じくケッペンの気候区分において亜寒帯（冷帯）に属する気候としては、亜寒帯湿潤気候（Df）や亜寒帯冬季少雨気候（Dw）があり、それぞれ平均気温によって細分されている。フローンの気候区分では、極帯（7）、亜寒帯（6）、冷帯（6a）が挙げられる。なお、これらの中で冷帯（ケッペンのD、フローンの6a）は、地球の緯度と大陸の関係からほぼ全てが北半球に存在する。

### 寒冷地と準寒冷地
建築設備分野では、大まかには厳冬期に日常的に凍結が発生しやすく対策が必要な地域を寒冷地、年に一度来襲するような寒波の際に凍結が発生する地域を準寒冷地と呼ぶ。行政上の定義や学会の指針での定義など複数あり、国土交通省「住宅の省エネルギー基準」ではI地域（寒冷地）及びII地域（寒冷地）とIII地域（準寒冷地）、空気調和・衛生工学会「凍結防止指針」では寒冷地Aと寒冷地Bのように実際には複数の基準で段階的に定められている。

## 対策

### 建築物・建築設備

#### 凍結対策
建築で配管周辺などを氷点下以上に保ち、設備や装置の凍結を防止する。
水道設備では一般地向けと寒冷地向けでは水抜き栓などの仕様が異なる。

#### 雪害対策
建物・配管・装置の加重を軽減する。建物の開口部、避難路、エネルギー搬入路などの閉塞を防ぐ。

#### 結露対策
結露を抑制し、建物や設備の劣化や破損を防止する。

### 交通手段・交通機関
世界の寒冷地の冬は乾燥していて比較的積雪が少ないが、日本の日本海側地域や北海道、東北北部太平洋側のように、大陸からの寒気に日本海の水蒸気が大量に供給されることで、「寒冷かつ豪雪」となっている場所もある。これらの地域では着雪による被視認性の低下対策として、交通信号機の配列を縦型にしたものが多くみられ、踏切警報機用にはデフロスター付LEDが開発されている。道路標識も雪に埋もれない高さとなっており、地名や分岐の案内に使われる大型標識はやや下向きに設置され、上部には屋根や庇が取り付けられている。
自動車も寒冷地向け仕様が販売されている。
鉄道車両は、暖房能力や風雪対策を図った113系・115系・419系電車やキハ47形気動車などの車両があり、ドアが半自動扱いの時に乗降客が手動やボタン操作で開閉することで車内温度の低下を軽減している。